# Eritrejská katolická církev
Eritrejská katolická církev je metropolitní východní partikulární církví sui iuris s centrem v Asmaře v Eritreji. Eritrejská katolická církev byla ustanovena papežem Františkem 19. ledna 2015 papežskou bulou Multum fructum oddělením od metropolitní etiopské katolické církve sui iuris. Jejím liturgickým obřadem je alexandrijský ritus. Prvním metropolitou nově zřízené církve je archieparcha Asmary Menghesteab Tesfamariam. Od zrušení římskokatolického apoštolského vikariátu v Asmaře roku 1995 je jedinou katolickou jurisdikcí na území státu a jde tak o jediný stát, kde jsou katolíci latinského obřadu podřízeni východním biskupům. 
Stejně jako u ostatních východních katolických církví, eritrejská katolická církev je v plném společenství s Apoštolským stolcem. V christologickém učení se drží závěrů chalkedonského koncilu a přijímá univerzální jurisdikci papeže. Tyto body ji odlišují od eritrejské pravoslavné církve (zvané Tewahedo) – východní pravoslavné církve zahrnující většina dalších křesťanů v zemi. Stejně jako eritrejská pravoslavná církev, eritrejská katolická církev slouží etiopský liturgický obřad. Jazyk Ge'ez je semitský jazyk, který se používal před několika staletími, ale je liturgickým jazykem etiopského ritu, jehož liturgie je založena na koptské liturgické tradici.